# Recueil des actes administratifs de la Délégation générale du Gouvernement en Algérie
 (juillet 2016).
Si vous disposez d'ouvrages ou d'articles de référence ou si vous connaissez des sites web de qualité traitant du thème abordé ici, merci de compléter l'article en donnant les références utiles à sa vérifiabilité et en les liant à la section « Notes et références ».

Le Recueil des actes administratifs de la Délégation générale du Gouvernement en Algérie succède au Journal officiel de l'Algérie en 1958.

## Historique
Tous les textes législatifs et réglementaires se rapportant à l'Algérie entre 1958 et 1962 furent publiés dans le Recueil des actes administratifs de la Délégation générale du Gouvernement en Algérie. Le premier numéro est daté du 29 juillet 1958. Il cesse sa parution au cours de sa 5e année au numéro 54 daté du 30 juin 1962.
C'est le Journal officiel de l'État algérien qui lui succède à compter du 6 juillet 1962.